# Delém
Delém, właśc. Vláden Quevedo Lázaro Ruiz (ur. 15 kwietnia 1935 w São Paulo, zm. 28 marca 2007 w Buenos Aires) – brazylijski piłkarz, występujący na pozycji napastnika.

## Kariera klubowa
Karierę piłkarską Delem rozpoczął w klubie Grêmio Porto Alegre w 1956 roku. Z Grêmio trzykrotnie zdobył mistrzostwo stanu Rio Grande do Sul – Campeonato Gaúcho w 1956, 1957 i 1958 roku. W latach 1958–1961 grał w CR Vasco da Gama, z którym zdobył mistrzostwo stanu Rio de Janeiro – Campeonato Carioca w 1958 roku. W 1961 roku wyjechał do Argentyny do River Plate, gdzie grał (z krótką przerwą na powrót do Vasco da Gama) w latach 1961–1967. Pod koniec kariery występował w Chile w CSD Colo-Colo i CD Universidad Católica. Karierę piłkarską zakończył w Américe Rio de Janeiro w 1970 roku.

## Kariera reprezentacyjna
W reprezentacji Brazylii Delem zadebiutował 1 maja 1960 w wygranym 3-1 towarzyskim meczu z reprezentacją Zjednoczonej Republiki Arabskiej. Ostatni raz w reprezentacji wystąpił 12 lipca 1960 w przegranym 5-1 meczu z reprezentacją Argentyny, którego stawką była Copa del Atlantico 1960. Delem strzelił w tym meczu bramkę w 72 min. Ogółem w reprezentacji Delem wystąpił 7 razy i strzelił 5 bramek.

## Kariera trenerska
Po zakończeniu kariery Delem został trenerem. W latach 1970–1973 prowadził River Plate. Potem został dyrektorem sportowym w wielu argentyńskich klubach, m.in. CA Huracán (1973–1975), CA Vélez Sarsfield (1976–1978), Argentinos Juniors Buenos Aires czy San Lorenzo de Almagro.